# Bogdan Precz
Bogdan Precz (né le 27 mai 1960 à Mysłowice et mort le 24 juillet 1996 à Madrid) est un accordéoniste et compositeur polonais.

## Biographie
Il étudie l'accordéon à l'Académie de musique de Katowice avec Joachim Pichura. Il a été membre du Quintette d'accordéon silésien. Il vit en Espagne à partir des années 1980. Il meurt dans un accident de voiture. 

## Compositions
- Air A-M pour quintette à vent (1987)
- Tre sequenze pour basson (1990)
- Sinfonia (1990)
- Rondo-tarantella pour violon seul (1991)
- Dyphtongos pour orchestre à cordes (1991)
- Tryphtongos pour orchestre symphonique (1991)
- Berceuse pour alto et piano (1992)
- Panting Music Joan Miro pour ensemble de chambre (1992)
- Fantaisie nocturne pour guitare (1994)

### Compositions pour accordéon
Sauf précision, il s'agit de pièces pour accordéon seul.
- Fantasia polacca (1987)
- Fusion pour flûte et accordéon (1988)
- 3-3-2 (1988)
- Acco-duo pour deux accordéons (1988)
- Children suite n°1 (1989)
- Children suite n°2 (1990)
- Preambulo e toccata (1990)
- Children suite n°3 (1991)
- Opowiesc starego lirnika (1991)
- Children suite n°4 (1993)
- Concerto pour accordéon et orchestre à cordes (ou quatuor à cordes) (1992)
- Grafeld's impression (1993)
- 6 études (1993)
- Sonate n°2 (1993)
- Twelve in four (1994)
- Cadenza (1995)
- Sonate n° 3 (199?)
- Children suite n°5
- Gucio
- Pieśń lirnika
- Rondo tarentella